# Графтон (Охајо)
Графтон (енгл. Grafton) град је у америчкој савезној држави Охајо.

## Демографија
По попису из 2010. године број становника је 6.636, што је 4.334 (188,3%) становника више него 2000. године.
| Група             | 2000.         | 2010.         |
| Белци             | 2.240 (97,3%) | 4.237 (63,8%) |
| Афроамериканци    | 12 (0,5%)     | 2.171 (32,7%) |
| Азијати           | 6 (0,3%)      | 17 (0,3%)     |
| Хиспаноамериканци | 17 (0,7%)     | 151 (2,3%)    |
| Укупно            | 2.302         | 6.636         |